# Velafrons coahuilensis
Il velafronte (Velafrons coahuilensis) è un dinosauro erbivoro appartenente agli adrosauridi, o dinosauri a becco d'anatra. Visse nel Cretaceo superiore (Campaniano, circa 74 milioni di anni fa) e i suoi resti sono stati ritrovati in Messico. È caratteristico per la sua cresta a forma di vela.

## Descrizione

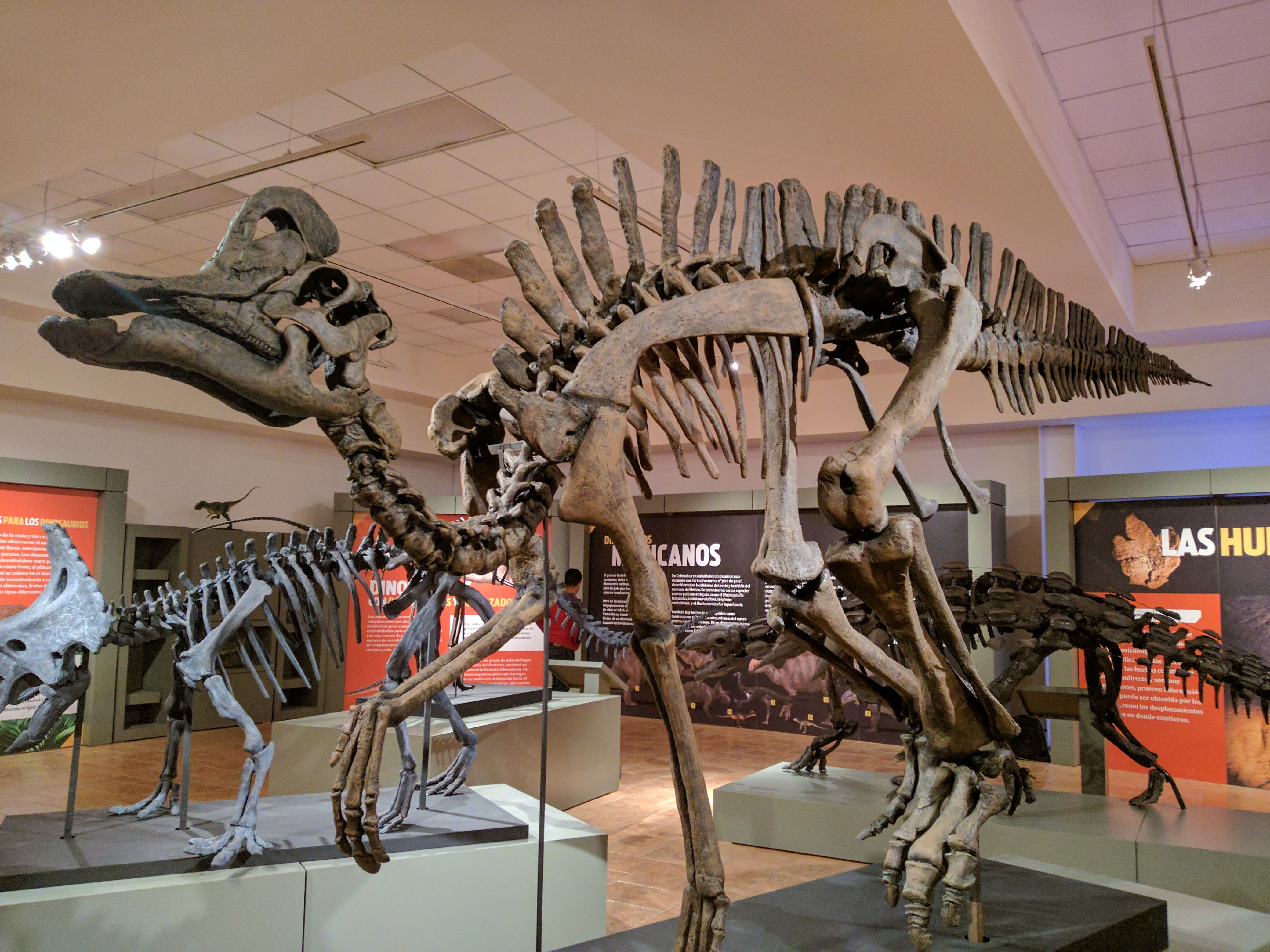
Scheletro montato

Come suggerisce il nome, Velafrons possedeva una curiosa struttura ossea alta e stretta nella zona frontale a forma di vela, che si protendeva verso l'alto e leggermente all'indietro. I fossili conosciuti constano di uno scheletro parziale di un esemplare giovane di taglia notevole; ciò fa supporre che gli esemplari adulti potessero superare i 13 metri di lunghezza. Il cranio era grande rispetto a quello di altri animali simili (come Corythosaurus e Lambeosaurus) a un simile stadio di crescita, ed è possibile che la cresta rimanesse piccola anche negli esemplari adulti o che seguisse un diverso tipo di accrescimento.

## Classificazione
Velafrons, descritto per la prima volta nel 2007, è considerato un tipico rappresentante dei lambeosaurini, un gruppo di dinosauri a becco d'anatra dotati di creste cave sulla sommità del cranio. Velafrons, in particolare, sembrerebbe essere strettamente imparentato con Corythosaurus e Hypacrosaurus, due lambeosauri dotati di creste arrotondate. In Messico, nello stesso periodo, viveva un altro lambeosauro di enormi dimensioni, noto come Lambeosaurus laticaudus; tuttavia, sulla base della forma dell'osso premascellare, sembra che quest'ultimo fosse una forma differente di adrosauro rispetto a Velafrons. Le grandi dimensioni dei dinosauri a becco d'anatra messicani sono testimoniate anche da grandi ossa attribuite al genere Kritosaurus, i cui rappresentanti più settentrionali erano di dimensioni minori.